# Lepthyphantes lundbladi
Lepthyphantes lundbladi är en spindelart som beskrevs av Schenkel 1938. Lepthyphantes lundbladi ingår i släktet Lepthyphantes och familjen täckvävarspindlar.
Artens utbredningsområde är Madeira. Inga underarter finns listade i Catalogue of Life.